# برنامج التعرف على الفضاء
برنامج التعرف على الفضاء (بالإنجليزية: Space Situational Awareness Programme)‏ هي مبادرة لوكالة الفضاء الأوروبية لدعم سياسة الفضاء للإتحاد الأوروبي [الإنجليزية] والاستفادة منها من خلال تقديم المعلومات الدقيقة في الوقت المناسب فيما يتعلق بالبيئة الفضائية، وخاصة الأخطار التي تتعرض لها كل من البنية التحتية للأرض والأرض.

## وصلات خارجية
- Official Website
- Space Surveillance and Tracking Centre نسخة محفوظة 8 ديسمبر 2014 على موقع واي باك مشين.